# Франкетти, Владимир Феликсович
 Франкетти, Владимир Феликсович  (1887, Москва — 1969, Рим) — рисовальщик и живописец, педагог, теоретик искусства.
Родился в семье выходца из Италии, учителя музыки  Феликса Венедиктовича Франкетти, итальянского поданного, римско-католического вероисповедания и Марии Петровны, православной. Учился в Центральном Строгановском училище технического рисования в Москве, Московском Училище живописи, ваяния и зодчества и в Национальной высшей школе изящных искусств в Париже (1905—1910). В 1911 г. вернулся в Россию, в 1912—1917 годах участвовал в выставках общества художников «Московский салон». Преподавал живопись и рисунок в женском Политехническом институте. Был членом правления общества. В 1914 г. совместно с Н. И. Крымовым открыл частную художественную студию. После революции, в 1918—1919 гг. преподавал в ГСХМ (Государственных свободных художественных мастерских (с 1920 г. ВХУТЕМАС), Художественно-технических мастерских в Нижнем Новгороде (в 1919—1920 гг. был директором), а затем, в 1920-х гг., — в Московском высшем техническом училище. В 1918—1920 гг. состоял членом коллегии секции ИЗО Наркомпроса, которую возглавлял В. В. Кандинский (руководил литературно-художественным подотделом). Секция готовила Энциклопедию изобразительного искусства, составителем которой был Ф. А. Степун. В. Ф. Франкетти (по очереди с В. В. Кандинским и А. В. Шевченко) редактировал издаваемую подотделом с января 1919 года газету «Искусство». В 1922—1924 гг. — член РАХН (Российской Академии художественных наук).
Франкетти разрабатывал теорию художественной формы и методику преподавания рисунка, разделяя общие идеи с В. А. Фаворским, П. Я. Павлиновым и П. А. Флоренским. Эта теория была реализована в учебных программах ВХУТЕМАСа.
Франкетти был членом Музейной комиссии и участвовал в формировании Государственного художественного фонда. Участвовал в художественных выставках: Московского товарищества художников (1918), первой выставке общества «Четыре искусства» (1925), Общества Московских Художников и других.
Старшая сестра Надежда род 1885 г. в Москве. 
Жена В. Ф. Франкетти, Лидия Александровна Франкетти (урожденная Тренина (1898—1980) — скульптор, в 1919—1921 гг. преподавала живопись вместе с мужем в Художественно-технических мастерских в Нижнем Новгороде, затем в Москве работала художником-оформителем. Училась во ВХУТЕИНе, пока в 1928 г. не была отчислена как «социально чуждый элемент». В 1931 г. супруги эмигрировали, сначала во Францию, в 1934 г. переехали в Италию. В. Ф. Франкетти преподавал в собственной художественной школе в Риме, Л. А. Франкетти в 1940—1950-х гг. работала в должности профессора Римской Академии художеств.